# Michel Ravelli
Pour les articles homonymes, voir Ravelli.
Michel Ravelli, né le 30 janvier 1924 à Saint-Denis et mort le 4 août 2006 à Paris 14e, est un militant politique français, d'abord trotskiste puis anarchiste de tendance communiste libertaire.

## Biographie
Fils de Paul Ravelli, tonnelier, et de Jeanne Piard, couturière, Michel Ravelli fait des études universitaires de philosophie à la Sorbonne à Paris jusqu'à son doctorat,.
Professeur de philosophie, il s'engage pendant la guerre dans la résistance trotskiste. Il obtient le doctorat de philosophie à la fin des années 1940.
Membre du Parti communiste internationaliste après la guerre, il suit le courant pabliste lors de la scission de 1952 qui voit la majorité des militants de la section française de la IVe  Internationale refuser la stratégie d'entrisme au sein du Parti communiste français (PCF) et de la Confédération générale du travail (CGT) préconisée par Michel Pablo.
Ravelli suit donc les consignes « entristes » et adhère au Parti communiste français. Animateur du groupe qui publie Tribune de discussion (avec Denis Berger, Félix Guattari, Michel Fiant),, il est rapidement exclu du parti.
Engagé dans le soutien au FLN pendant la guerre d'Algérie (1954-1962), il signe le « Manifeste des 121 » qui réclame  le droit à l’insoumission. Comme il fait circuler le manifeste, il frise l'expulsion de l’Éducation nationale en 1961. Il devient alors documentaliste à l’école d’arts graphiques Estienne, à Paris, dans le 13e arrondissement. 
En 1969, il rejoint l'Alliance marxiste révolutionnaire créée par Michel Fiant. Il anime notamment la revue Sous le drapeau du socialisme de ce petit parti d'inspiration trotskiste.
Trois ans plus tard, cependant, il rompt avec l'AMR et rejoint l'Organisation révolutionnaire anarchiste (ORA). Il y milite jusqu'en 1976, année où il adhère à l'Organisation communiste libertaire (OCL). Il devient alors rédacteur en chef de la revue Pour.
À la fin des années 1970 et au début des années 1980, il milite dans le cadre du Comité des journées de réflexion anti-autoritaire (COJRA) qui cherche à unifier le mouvement libertaire français.
Après son départ à la retraite, en 1984, il se consacre à la publication de revues anarchistes (Les raisons de la colère, Informations et Réflexions Libertaires) et à un projet de revue qui voit le jour en 1986 sous le titre Noir et rouge, et qui paraît sous une forme trimestrielle jusqu'en 1995.
En 1989, il est un des signataires de l'appel pour une alternative libertaire qui verra la fondation d'Alternative libertaire.
Jusqu'à sa mort, en 2006, il reste fidèle à son engagement anarchiste.

## Publications
- « La nation, c'est quoi ? », Noir et Rouge, No 4, mars-avril 1987